# Eje II.
Eje (auch Aja oder Aya) war ein altägyptischer König (Pharao) der 18. Dynastie (Neues Reich), der etwa von 1323 bis 1319 v. Chr. (Helck: 1309–1305,  Krauss: 1323–1319 v. Chr.) regierte. Seine Herkunft und der Beginn seiner Karriere sind unbekannt. Unter Echnaton war er ein hoher Hofbeamter. Nach dessen Tod war er vielleicht Wesir des Kindpharaos Tutanchamun und wurde später nach dessen frühem Tod als ein bereits betagter Würdenträger sein Nachfolger und damit ein ägyptischer Pharao.

## Herkunft
Eje stammte vielleicht aus Achmim, und seine Frau Tij war Amme der Nofretete (was gegen die Theorie spricht, Nofretete sei eine Prinzessin aus Mitanni gewesen).
Teje, die Große Königliche Gemahlin des Amenophis III., stammte wie ihre Eltern Yuja und Tuja ebenfalls aus Achmim. Es gibt die umstrittene Theorie, Eje sei der Bruder der Teje und Vater der Nofretete, da auf einem Kasten im Ägyptischen Museum Berlin (Inventarnummer 17555), der in Achmim gekauft wurde und aus Tuna el-Gebel stammen soll, Eje genannt ist und eine Teje als seine Schwester bezeichnet wird. Damit dürfte jedoch die gut belegte Gemahlin des Eje mit gleich geschriebenen Namen gemeint sein. Gegen die Theorie spricht weiterhin, dass auf Tujas Sarg zwar Anen (zweiter Priester des Amun) als Sohn genannt ist, Eje jedoch nicht.

## Aufstieg unter Echnaton

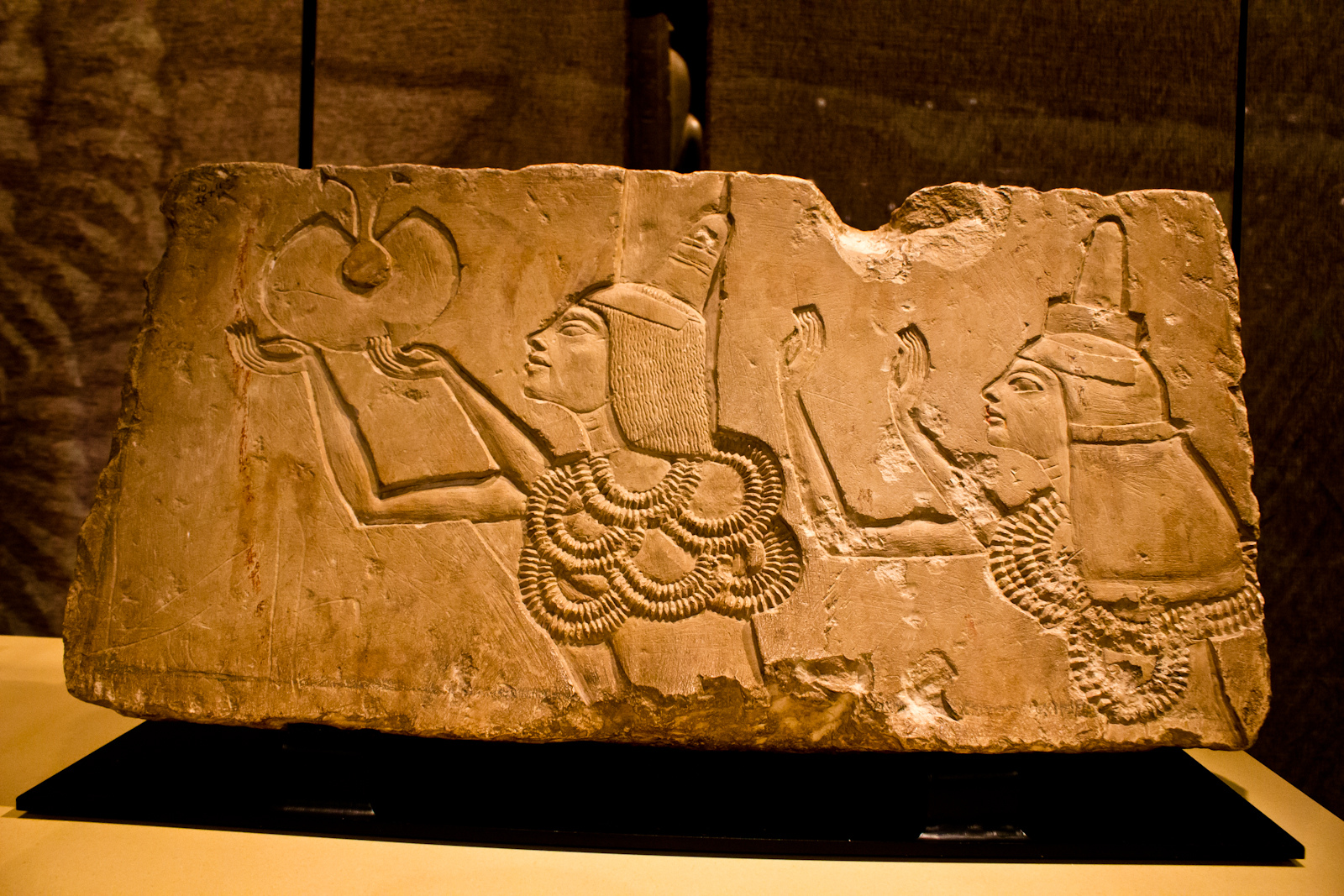
Relief aus Ejes Grab in Amarna; Eje und seine Frau erhalten das Ehrengold von Echnaton

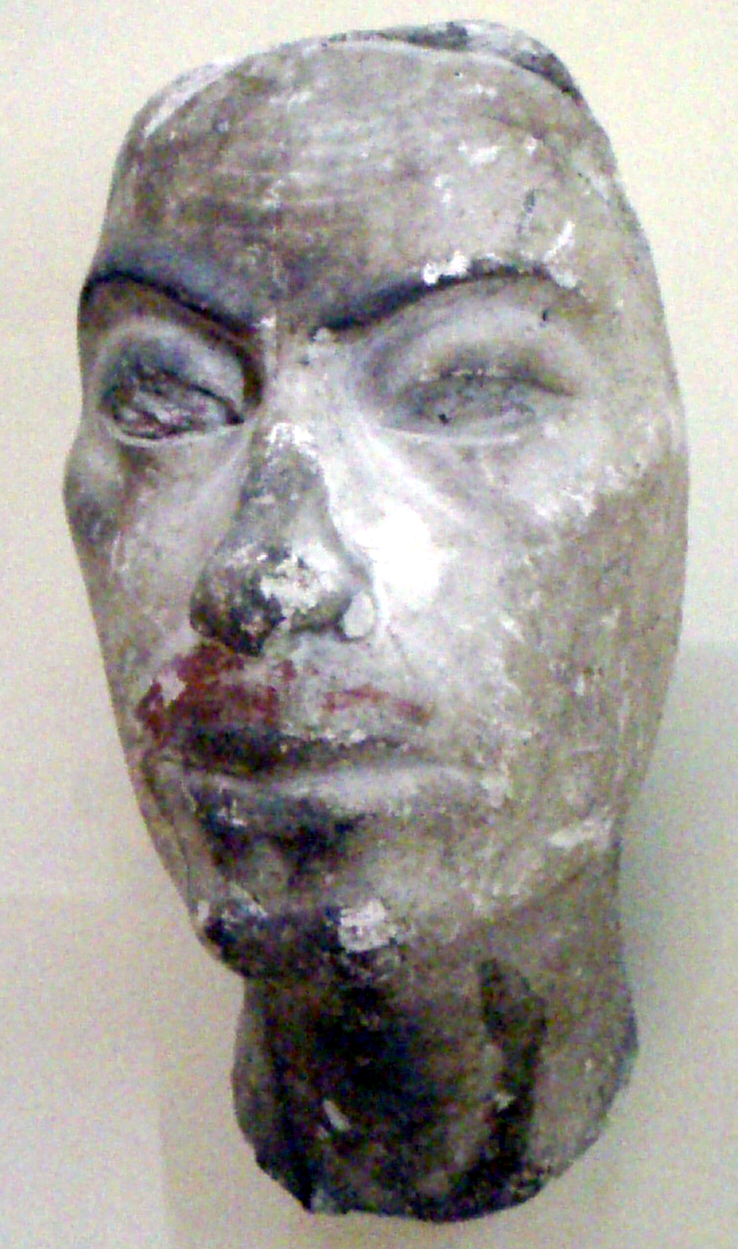
Kopf aus Amarna, der dem Eje zugeschrieben wird

Ob Eje schon in jungen Jahren – also zur Regierungszeit von Amenophis III. – als hoher Beamter und Ratgeber des Pharaos fungierte, kann nicht durch zeitgenössische Quellen belegt werden. Seine Karriere unter Amenophis’ Nachfolger Echnaton ist dagegen gut bezeugt. Er huldigte in der Öffentlichkeit auch dem neuen Gott Aton und wurde zum „Vorsteher der Pferde“ (General der Streitwagentruppe) ernannt. Das vom Pharao an Eje verliehene Ehrengold ist bildlich in seinem baulich nicht vollendeten Grab dargestellt, das er im südlichen Abschnitt der neuen Nekropole von Amarna errichten wollte. Aus dieser Zeit oder kurz danach stammen auch einige Teile einer für ihn produzierten Grabausstattung, dazu gehören die genannte Truhe und mehrere Uschebtis.
In seinem Felsengrab findet sich die am meisten zitierte Variante des Sonnengesanges von Echnaton. Ferner trug Eje den Titel Gottesvater, den er später als König in seine Kartusche einband. Die Bedeutung dieses Titels ist umstritten, zumal es scheint, als habe sich seine Bedeutung im Laufe der Zeit gewandelt. Teilweise wird die These vertreten, dass dieser Titel während der 18. Dynastie vordergründig dem Schwiegervater des regierenden Königs zukam. Es wurde aus diesem Grund die Möglichkeit in Betracht gezogen, dass Nofretete Ejes Tochter aus einer früheren Ehe gewesen sei.

## Erzieher und Berater von Tutanchamun
Den Wechsel zu Tutanchamun verkraftete Eje problemlos und wurde vielleicht sogar Erzieher des Kindpharaos und „wahrer Schreiber des Königs“. Er führte somit (wohl zusammen mit Haremhab) für den jungen Pharao die Regierungsgeschäfte.
Beim Tod seines Vorgängers saß Eje im Zentrum der Macht und er richtete das Begräbnis für Tutanchamun aus. In der von ihm bestimmten Grabkammer, die zu Lebzeiten des noch sehr jungen Pharaos mit ihren Gemälden und Inschriften angelegt worden war, wird Eje bereits als dessen Nachfolger bei der Mundöffnungszeremonie dargestellt (siehe dazu: Darstellung im Grab Tutanchamuns (Nordwand)).

## Als Herrscher
In den vier Jahren seiner Herrschaft führte er die Abkehr vom Aton-Kult, die unter Tutanchamun begonnen hatte, konsequent fort, baute in Abydos, in Karnak und Luxor und errichtete eine Felskapelle für Min in Achmim. Den dortigen Hohepriester Nacht-Min und einen Naj ernannte er zu „Erbprinzen“ (Iripat). Vielleicht hatte Eje durch die Heirat mit Echnatons Tochter und Tutanchamuns Schwester, einstige Gattin und nunmehr Witwe Anchesenamun, versucht, seine Herrschaft zu legitimieren. Ein Siegelring mit den Kartuschen beider Personen wurde gefunden, allerdings wird sie in seinem thebanischen Grab nicht als Ehefrau genannt, sondern nur Tij.
Eje starb nach einer Regierungszeit von circa vier Jahren. Sein Königsgrab WV23 befindet sich in einem Seitental (Westtal) des Tals der Könige. Ejes bei Medinet Habu gelegener Totentempel wurde später von Haremhab usurpiert.

## Die Zeit danach
Nach dem Tod des Königs konnte sich Haremhab als Thronfolger durchsetzen. Die spätere Verfemung (Zerstörung von Ejes Grab, von dessen Namen und auch der Namen von Anchesenamun und Nachtmin) ist vielleicht schon unter Haremhab erfolgt. Ejes Mumie wurde nicht gefunden, es sei denn, man folgt Wente und Harris, die die schwer beschädigte Mumie des Amenophis III. für die des Eje halten.